# باريس تورز 2002
باريس تورز 2002 (بالفرنسية: Paris-Tours 2002)‏ هو سباق دراجات هوائية، وهو الموسم رقم 96 من باريس تورز، وأقيم في 6 أكتوبر 2002 ضمن سباقات كأس العالم لسباق الدراجات على الطريق 2002 ‏.
فاز بالمركز الأول جاكوب بيل، وبالمركز الثاني جاكي دوراند، وبالمركز الثالث إريك تسابل.

## الفائزون
| الترتيب | الفائز      |
| ------- | ----------- |
| الفائز  | جاكوب بيل   |
| الثاني  | جاكي دوراند |
| الثالث  | إريك تسابل  |